# 常滑市立三和小学校
常滑市立三和小学校（とこなめしりつ みわしょうがっこう）は、愛知県常滑市久米にある公立小学校。

## 沿革
- 1948年 - 三和村立第一小学校と同第二小学校が統合して三和村立三和小学校が発足
- 1949年2月 - 三和村立三和小学校が三和村立東小学校、同南小学校、同西小学校の三校に分離
- 1954年 - 常滑市の市制移行に伴い、3小学校がそれぞれ常滑市立三和東小学校、同三和南小学校、同三和西小学校と改称
- 1960年4月 - 三和東小学校と三和南小学校が統合して三和小学校が発足（ただし、教室不足のため矢田地区の三年生以下の児童は旧三和東小学校の校舎を使用した矢田教場で学習した）
- 1961年 - A型完全給食開始
- 1963年 - 校歌制定 作詞：木俣修 作曲：沖不可止[1]
- 1964年 - 矢田教場閉校、4月より全員本校に
- 1974年 - 新校舎開校
- 1974年 - 特殊学級新設
- 1978年 - 三和っ子ランド完成
- 1985年 - 校内マラソン大会開始
- 1987年 - 福祉実践教室開始
- 1991年 - 国際交流学習開始
- 1994年 - エコバザー開始
- 1999年 - 三和っ子フェスティバル開始
- 2000年 - 英会話スタート
- 2004年 - 学校評議会開始
- 2008年 - 三和っ子ランドのアスレチック遊具撤去
- 2009年 - 開校50周年記念式典
- 2019年 - 開校60周年記念式典

旧・三和東小学校の所在地は常滑市矢田字西根組37、旧・三和南小学校の所在地は常滑市久米字西郷17であった。

## 進学先
- 公立中学校の場合は常滑市立青海中学校である。

## 通学区域
矢田、久米、金山（石坂、石田、牛位、替口、籠池、金色、江南田、三反田、四池、北山、南山、東山、西山、汐見坂、菖蒲池、新田、大曽、天皇堂、出地田、通り、乗田、八反田、平井、古道、前田、坊田、松渕、見付、森行歩、六反田、南キロ、見池）

## 通学区域内の施設・史跡
- 出池田古窯
- 篭池古窯
- 槍場御林古窯
- 矢田酪農団地
- 前山ダム
- 信谷院
- 八幡神社（矢田、久米それぞれに同名の神社がある）
- 盛泉寺
- 久米工業団地、久米南部工業団地[3]
- 光泉寺
- 諏訪神社
- 八百姫神社（諏訪神社境内にある末社である）

## 著名な出身者
- 村上睦子（元バスケットボール選手）